# Gardar Svavarsson
Garðarr Svavarsson (islandês: Garðar Svavarsson, algumas vezes anglicizado como Gardar/Garthar Svavarsson) foi um sueco filho de Svavar, considerado o primeiro escandinavo a viver na Islândia. O mesmo abordou acidentalmente a Islândia e, descobrindo que a terra formava uma ilha, chamando-a de Garðarshólmur (ilha de Garðar), tendo passado um Inverno em Húsavík.
Foi pai de Une Gardarsson que tentou colonizar a Islândia em nome do Rei da Noruega, porém foi morto pelo povo que já habitava lá, antes de morrer deixou um filho, Hróar Uneson que se casou com Arngunnr Hámundardóttir, irmã do chefe islandês Gunnar Hámundarson.[carece de fontes?]